# Курсор
Курсо́р (лат. cursor — бегун; англ. cursor — указатель, стрелка прибора) в интерфейсе пользователя — элемент графического интерфейса, который указывает на объект, с которым будет производиться взаимодействие с помощью клавиатуры, мыши или другого указательного устройства. Различают текстовый курсор, обозначающий место ввода с клавиатуры; курсор мыши (или указатель мыши) и других указывающих устройств; курсор меню. Кроме указания на объект курсор может также отображать его состояние, например — невозможность взаимодействия.

## Из истории
В 1968 году американский изобретатель Дуглас Карл Энгельбарт совместно с командой из Стэнфордского исследовательского института создают первые элементы человеко-машинного интерфейса (UI — англ. user interface). Эти элементы являлись частью революционной разработки NLS (NLS — англ. oN-Line System), системы, которая реализовывала одновременную работу нескольких терминалов над одними и теми же документами. В этом же году 9 декабря состоялась демонстрация онлайн-системы, которая получила название «The Mother of All Demos», дословно «мать всех демонстраций», на которой можно было увидеть работу с гипертекстом и курсор.

## Текстовый курсор

Курсор в графическом режиме

Текстовый курсор (а также по аналогии с печатной машинкой — каретка, англ. caret) в общем случае обозначает место, куда будет вставлен введённый с клавиатуры текст. Курсор обычно мигает для того, чтобы его можно было быстро найти в тексте — неподвижный курсор может оказаться сложноразличимым в большом тексте. Наиболее распространённая форма курсора в современных интерфейсах пользователя — вертикальная черта, по высоте соответствующая высоте строки текста и располагающаяся в начале знакоместа вводимого символа. В некоторых случаях используются другие виды курсора: прямоугольник шириной в знакоместо, охватывающий следующий знак, символ подчёркивания или другой символ.
Кроме индикации места ввода, курсор также может отображать:
- режим ввода: например, при переключении из режима вставки в режим замены курсор обычно заменяется либо на символ подчёркивания, либо на прямоугольник, охватывающий всё следующее за ним знакоместо.
- свойства вводимого текста: прежде всего кегль шрифта. В более продвинутых редакторах текста и текстовых процессорах с помощью курсора может отображаться начертание шрифта (прямой или курсив) и цвет;
- курсор также используется для обозначения той границы выделения, которую можно расширить/уменьшить перемещением курсора с использованием клавиш-модификаторов.

Перемещать курсор по тексту можно как непосредственным указанием места с помощью указывающего устройства, так и с помощью клавиш управления курсором.

## Курсор указывающего устройства
Курсор указывающего устройства (в частности, курсор мыши), также указатель (англ. pointer) необходим при работе с манипуляторами, такими как мышь, тачпад, трекбол и т. д., которые не могут непосредственно указывать на точку на экране, в отличие от таких устройств, как световое перо и тачскрин. Пользователь, манипулируя таким устройством, добивается, чтобы курсор указывал на нужный объект на экране, после чего взаимодействует с ним с помощью расположенных на устройстве кнопок, колёс и т. д.
Указатель может иметь разную форму, однако важной его частью является так называемый активный пиксель (англ. hotspot) — точка на экране, в которой расположен элемент, с которым происходит взаимодействие. Большинство курсоров имеют форму, указывающую на местоположение этой точки: у курсоров-стрелок активный пиксель расположен в конце стрелки, у курсоров-перекрестий — в центре. Если же курсор не предполагает взаимодействия с объектом на экране, например, у курсора ожидания, то местоположение активного пикселя в нём не имеет значения.

### Формы указателя
Форма указателя может меняться в зависимости от объекта и режима взаимодействия с ним. Например, в графических редакторах курсор имеет форму текущего выбранного инструмента. Также современные операционные системы и графические среды поддерживают несколько стандартных видов курсора:
- Курсор по умолчанию — стрелка. Предполагается, что объект под таким курсором самостоятельно сообщает пользователю своим видом, можно ли с ним взаимодействовать;
- Курсор-рука — для обозначения гиперссылок, чтобы сообщить пользователю о том, что гиперссылка работает;
- Перекрестие — используется прежде всего для графического выделения;
- Текстовое выделение — сигнализирует о том, что в это поле можно вводить текст, а также для него действуют выделения и контекстные меню, характерные для полей текстового ввода;
- Курсор перемещения — сигнализирует о том, что для выбранного объекта доступна функция перетаскивания;
- Курсоры изменения размеров:  с верхнего и нижнего краёв,  с левого и правого края, а также с углов:  левого верхнего и правого нижнего,  левого нижнего и правого верхнего;
- Курсор режима справки — сигнализирует, что для данного объекта по нажатию кнопки мыши доступна справка, либо имеется всплывающая подсказка;
- Курсор фонового режима — показывает, что действие запущено, но видимых результатов может не быть. Такой курсор используется для того, чтобы пользователь увидел, что команда принята и повторно нажимать на объект не требуется. В некоторых графических средах рядом с курсором отображается движущийся значок запущенного приложения;
- Курсор ожидания — сообщает пользователю, что в текущий момент взаимодействие с элементом невозможно по причине выполнения программой каких-то операций. По окончании выполнения курсор должен вернуться в исходное состояние;
- Курсор запрета действия — сообщает, что какое-то действие (перетаскивание, нажатие и т. д.) для данного элемента недоступно.

Изменение формы указателя для конкретного элемента доступно также для веб-страниц с помощью свойств CSS.
В операционных системах семейства Windows курсоры хранятся в файлах с расширениями .cur (для неподвижных версий) и .ani (анимированные курсоры). Все они представляют собой изображения размером 32×32 пикселя и могут иметь несколько цветовых вариаций для различной глубины цвета, установленной в системе (True Color, HiColor, 256 цветов, 16 цветов, монохромный). Начиная с версии Windows XP курсоры мыши поддерживают режим 32bpp, с указанием альфа-канала для каждой точки.